# Chopper-Verstärker
Ein Chopper-Verstärker (oder auch Zerhacker-Verstärker) ist eine elektronische Schaltung zur Verstärkung sehr kleiner Gleichspannungen in der Messtechnik. Entwickelt wurde der Chopper-Verstärker im Jahr 1918 von Joseph W. Milnor.

## Hintergrund

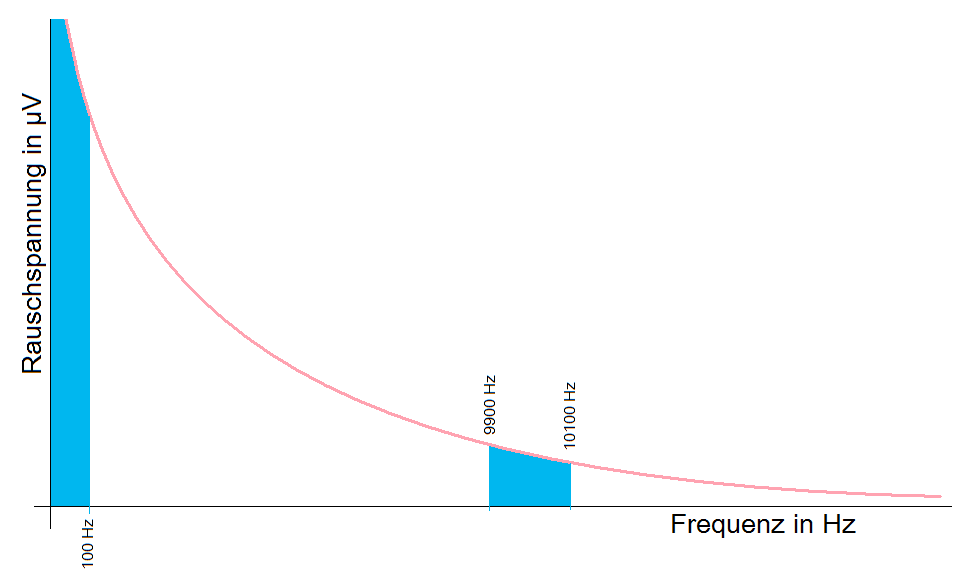
Reduzierung des 1/f-Rauschens durch Verschieben des Eingangssignals in einen höheren Frequenzbereich

Müssen extrem geringe Spannungen im Frequenzbereich 0 Hz bis etwa 100 Hz gemessen werden, so können einige Effekte das Ergebnis stören:
- das 1/f-Rauschen nimmt mit sinkender Frequenz zu
- das Wärmerauschen (lässt sich durch Kühlung verringern)
- die Nullpunktdrift und der Offset ändern sich abhängig von der Temperatur oder der Alterung der Bauelemente.

Je kleiner die zu messende Spannung, desto gravierender sind die Auswirkungen aller Störmöglichkeiten. Mit speziellen Differenzverstärkern lassen sich diese Probleme nur verringern, mit Chopperverstärkern jedoch fast ganz ausschalten. Dazu wurden einige Verfahren entwickelt. Meist wird die Spannung nicht unmittelbar verstärkt, sondern in eine Wechselspannung umgewandelt, die sich einfacher verstärken lässt. Diese Umwandlung kann entweder rein elektronisch erfolgen oder durch elektromechanische Lösungen wie in den Bauarten Rotationsvoltmeter und Schwingkondensator-Verstärker.
Im Bild wird am Beispiel eines Verstärkers der Bandbreite 100 Hz gezeigt, weshalb das „rosa Rauschen“ beim Chopperverstärker prinzipbedingt stark reduziert wird.
- Erfolgt die Verstärkung unmittelbar und ohne Frequenzumsetzung, so addiert sich zur Eingangsspannung die linke blau gefärbte „Rauschmenge“, die mit sinkender Frequenz stark zunimmt.
- Beim Chopperverstärker wird die Eingangsspannung beispielsweise mit der wesentlich höheren Frequenz f = 10 kHz „zerhackt“. Das entspricht der Amplitudenmodulation eines 10-kHz-Trägers mit der Messspannung. Die Fourieranalyse des Signals zeigt, dass die Eingangsspannung in den Seitenbändern des Trägers enthalten ist. Diese erstrecken sich über den Bereich f − 100 Hz bis f + 100 Hz. Nur dieser hohe Bereich wird nachfolgend verstärkt, dort ist das 1/f-Rauschen erheblich geringer als im Basisbereich 0 bis 100 Hz. Nach der anschließenden Demodulation erscheint nur dieser geringe Rauschanteil (die rechte blau gefärbte „Rauschmenge“) im Ausgangssignal.

## Prinzip des Chopperverfahrens

„Umpoler“ als multiplikative Mischstufe des Eingangssignals mit einem bipolaren Rechtecksignal

Blockschaltbild eines Chopperverstärkers

In der Anfangszeit wurde die Eingangsspannung durch einen mechanischen Schalter einige hundert Mal pro Sekunde kurzgeschlossen (deshalb der Begriff Zerhacker bzw. Chopper), wodurch ein schwaches Wechselspannungssignal entsteht. Bei aktuellen Schaltungen erfolgt die periodische Polwendung erheblich schneller und prellfrei durch eine Gruppe von vier JFETs, zumal anschließend ein OP mit zwei Eingängen folgt. Dieser verstärkt das Signal etwa 10000-fach, anschließend wird es mit einem zweiten JFET im gleichen Rhythmus gleichgerichtet. Nachdem die dabei entstehende pulsierende Gleichspannung durch einen RC-Tiefpass von allen störenden Wechselspannungsanteilen befreit ist, erhält man die verstärkte Eingangsspannung.
Weil der zentrale Wechselspannungsverstärker immer durch isolierende Kondensatoren angekoppelt ist, können Chopper-Verstärker sehr einfach auch zur Potentialtrennung zwischen Eingangs- und Ausgangsbereich eingesetzt werden: Sie werden dann als Potentialtrennverstärker bezeichnet, welche aus Sicherheitsgründen beispielsweise in der medizinischen Messtechnik eine Rolle spielen.
Die Vorteile:
- Ein Wechselstromverstärker kann einfacher gebaut werden als ein entsprechender Gleichstromverstärker
- besitzt bessere Langzeitstabilität trotz Änderungen (Alterung) der Bauelemente
- die individuelle Kompensation der Offsetspannung ist überflüssig
- hat praktisch kein 1/f-Rauschen.

Die Nachteile:
- Die höchste zu verarbeitende Frequenz muss deutlich unter der Zerhackerfrequenz liegen, um Intermodulationseffekte zu vermeiden. Die übliche Grenzfrequenz liegt unter 100 Hz.
- Preis, Volumen und Komplexität sind deutlich höher als beim Operationsverstärker.
- Sie lassen sich schwerer in Form von integrierte Schaltungen realisieren und werden meist als diskrete elektronische Schaltung realisiert.

## Variante mit veränderbaren Kondensatoren
An Stelle des elektronischen Schalters, der durch den periodischen Kurzschluss die Eingangsspannung belastet, werden auch Brückenschaltungen mit Kapazitätsdioden verwendet, die hochohmiger sind und höhere Eingangswiderstände bieten. Diese Schaltung wird als Varicapverstärker bezeichnet.
Ein „Schwingkondensator-Verstärker“ enthält einen elektromechanisch variierten Kondensator als Modulator. Es gab einen elektrostatisch veränderbaren Kondensator mit Magnovalsockel (Valvo/Philips XL7900) mit 100 TΩ Isolationswiderstand.
In früheren Ionisations-Messkammern war ein elektromechanisch variierter Kondensator unter Verwendung der alten Kopfhörerkapsel gebräuchlich. In geringem, einstellbarem Abstand von deren geerdeter Eisenmembran war die zweite Kondensatorplatte gut isoliert angebracht. Die Hörerkapsel wurde mit Netzfrequenz betrieben, die Kapazitätsvariation erfolgte über den Plattenabstand, war also sehr gering, aber beherrschbar.
Eine Weiterentwicklung mit erhöhter Kapazitätsvariation war ein Koaxialkondensator in Bauart eines Tauchtrimmers mit Tauchspulen-Antrieb. Hierbei ist ein größerer Hub sowie Niederfrequenz zur Modulation möglich. Der Eingangswiderstand hängt nur von der Isolation der zweiten Platte sowie der des Trennkondensator-Dielektrikums ab und kann extreme Werte erreichen.
Im Elektrofeldmeter und Rotationsvoltmeter werden motorgetriebene Drehkondensatoren verwendet. Bei diesen Bauformen wird die Spannungsquelle überhaupt nicht belastet, nur das erzeugte elektrische Feld in der Umgebung wird gemessen. Dafür ist die Messgenauigkeit gering.

## Anwendungen
Anwendungen lagen in der Messtechnik bei der Verstärkung von Gleichspannungen bzw. niederfrequenten Wechselspannungen. Beispielsweise bei Spannungsmessgeräten im Mikrovoltbereich, Dehnungsmessstreifen, Hallsensoren und Thermoelementen. Sie sind in diesen Anwendungsbereichen weitgehend durch Auto-Zero/Zero-Drift-Verstärker abgelöst worden, welche höhere Bandbreiten aufweisen, sich leichter als fertige integrierte Schaltung realisieren lassen und ähnliche Grenzdaten bieten.
Lock-in-Verstärker messen im Gegensatz zum Chopper-Verstärker nicht ein Gleichsignal, sondern ein Wechselsignal einer bestimmten Frequenz.